# سوزن‌جلبک
سوزن‌جلبکان (نام علمی: Raphidophyceae) که پیش‌تر با نام‌هایی چون رافیدوفیت‌ها و کلرومونادین‌ها هم شناخته می‌شدند، نام یک رده از ناجورتاژکان است. این جلبک‌ها گروهی از جلبک‌های یوکاریوت هستند که دارای گونه‌های اقیانوسی و آب شیرین می‌باشند.
تمامی انواع سوزن‌جلبکان تک‌یاخته‌ای هستند که طولی در حدود ۵۰ تا ۱۰۰ میکرومتر دارند، اما فاقد دیوارهٔ سلولی هستند.
سوزن‌جلبکان یک جفت تاژک با منشأ مشترک هستند که یکی در سطح پشتی و دیگری در سطح شکمی قرار دارد. این جلبک‌ها همچنین دارای چندین کلروپلاست بیضوی بوده که حاوی کلروفیل‌های a, c1 و c2 است و رنگدانه‌های فرعی همچون بتا-کاروتن و دیادینوزانتین هم هستند.
سوزن‌جلبکان در محدودهٔ وسیعی از بوم‌سازگان آبی یافت شده و جزء اتوتروف‌های فتوسنتزکننده محسوب می‌شوند. گونه‌های آب شیرین آن، بیشتر در آب‌های اسیدی همچون برکه‌های موجود در خاک‌های باتلاقی یافت می‌شوند.